# Цермегедо (Виченца)
Цермегедо (итал. Zermeghedo) је насеље у Италији у округу Виченца, региону Венето.
Према процени из 2011. у насељу је живело 1245 становника. Насеље се налази на надморској висини од 62 м.

## Становништво
Према резултатима пописа становништва 2011. у општини је живело 1.358 становника.
| 1931. | 1936. | 1951. | 1961. | 1971. | 1981. | 1991. | 2001. | 2011. |
| ----- | ----- | ----- | ----- | ----- | ----- | ----- | ----- | ----- |
| 826   | 787   | 819   | 773   | 774   | 795   | 972   | 1.234 | 1.358 |